# Kabinet-Asjes
Het Kabinet-Asjes was een Curaçaos kabinet. Het werd gevormd door de politieke partijen Pueblo Soberano (PS), PAIS, de Nationale Volkspartij (PNP) en het onafhankelijke statenlid Sulvaran. Het kabinet stond onder leiding van Ivar Asjes en werd op 7 juni 2013 beëdigd als opvolger van het kabinet-Hodge. Nadat het kabinet-Schotte op 3 augustus 2012 was gevallen, schreef de nieuwe meerderheid in de staten verkiezingen uit voor 19 oktober 2012. Bij deze statenverkiezingen won de PS van Helmin Wiels. Kabinet-Asjes was het vierde kabinet van Curaçao. Van deze vier kabinetten waren twee een zakenkabinet en daarom was het kabinet-Asjes het tweede politieke kabinet.
Op 7 september 2013 stelde minister van Justitie Nelson Navarro zijn zetel ter beschikking, nadat de zelfmoord van een verdachte in de moordzaak-Wiels tot hevige protesten had geleid.

## Bewindslieden
| Ministerie                                               | Minister                                                 | Partij         | Opmerkingen                                                                                                  |
| -------------------------------------------------------- | -------------------------------------------------------- | -------------- | --- |
| Minister-President en tevens Minister van Algemene Zaken | Ivar Asjes                                               | PS             | PS zegde het vertrouwen op                                                                                   |
| Minister van Economische Ontwikkeling                    | Stanley Palm                                             | PAIS           | |
| Minister van Gezondheid, Milieu en Natuur                | Ben Whiteman                                             | PS             | Officieel onafhankelijk maar naar voren geschoven door PS                                                    |
| Minister van Onderwijs, Wetenschap, Cultuur en Sport     | Irene Dick                                               | PS             | Voorheen zaten Rubia Bitorina en Ivar Asjes (waarnemend) op deze post                                        |
| Minister van Verkeer, Vervoer en Ruimtelijke Ordening    | Earl Balborda                                            | PNP            | Officieel onafhankelijk maar naar voren geschoven door de PNP                                                |
| Minister van Sociale Ontwikkeling, Arbeid en Welzijn     | Jeanne Francisca Ben Whiteman Ruthmilda Larmonie-Cecilia | PS             | Francisca moest aftreden nadat PS het vertrouwen in haar opzegde Larmonie-Cecilia trad in augustus 2014 aan. |
| Minister van Financiën                                   | José Jardim                                              | Groep-Sulvaran | Officieel onafhankelijk maar naar voren geschoven door Groep-Sulvaran                                        |
| Minister van Justitie                                    | Nelson Navarro                                           | PAIS           | Officieel onafhankelijk maar naar voren geschoven door PAIS                                                  |
| Minister van Bestuur, Planning en Dienstverlening        | Etienne van der Horst                                    | PAIS           | Officieel onafhankelijk maar naar voren geschoven door PAIS                                                  |

## Gevolmachtigd ministers
| Functie                                   | Benoemd         | Periode                        | Partij | Opmerkingen                            |
| ----------------------------------------- | --------------- | ------------------------------ | ------ | -------------------------------------- |
| Gevolmachtigd minister in Den Haag        | Marvelyne Wiels | 7 juni 2013 - 31 augustus 2015 | PS     | tevens rijksminister met eigen kabinet |
| Plv. Gevolmachtigd minister in Den Haag   |                 |                                |        |                                        |
| Gevolmachtigd minister in Washington D.C. | Xavier Prens    | 2013 - 31 augustus 2015        |        | zetelt op de Nederlandse ambassade     |

Schotte ·
Betrian ·
Hodge ·
Asjes ·
Whiteman I ·
Whiteman II ·
Koeiman ·
Pisas I ·
Rhuggenaath ·
Pisas II